# Paramolibdomenita
La paramolibdomenita és un mineral de la classe dels òxids.

## Característiques
La paramolibdomenita és un selenit de fórmula química PbSeO₃. Va ser aprovada com a espècie vàlida per l'Associació Mineralògica Internacional en el mes de juny de l'any 2023, i encara resta pendent de publicació. Cristal·litza en el sistema monoclínic. És una espècie dimorfa de la molibdomenita.
L'exemplar que va servir per a determinar l'espècie, el que es coneix com a material tipus, es troba conservat a les col·leccions del Museu Mineralògic Fersmann, de l'Acadèmia de Ciències de Rússia, a Moscou (Rússia), amb el número de registre: 6007/1.

## Formació i jaciments
Va ser descoberta a les fumaroles del mont 1004, situades dins el camp del Tolbàtxik, al districte de Milkovsky (Krai de Kamtxatka, Rússia). Aquest indret és l'únic a tot el planeta on ha estat descrita aquesta espècie mineral.